# Darren Collier
Darren Collier (sinh ngày 1 tháng 12 năm 1967) là một cựu cầu thủ bóng đá người Anh thi đấu ở vị trí thủ môn ở Football League cho Blackburn Rovers và Darlington, tại Hong Kong First Division League cho Sing Tao, và tại Scottish League cho Berwick Rangers. Ông sinh ra ở Stockton-on-Tees, và bắt đầu sự nghiệp chuyên nghiệp với Middlesbrough.